# Пшалымка
Пшалымка (тат. Пошалым) — река в Арском районе Татарстана. Правый приток Казанки.

## Описание
Длина реки 12 км, площадь водосборного бассейна 36,8 км². Исток в 2,5 км к северо-востоку от деревни Пионер. Течение проходит по территории и границе Урнякского сельского поселения. Течёт на юго-восток по изрезанной балками безлесной местности через населённые пункты Верхний Пшалым, Средний Пшалым и Нижний Пшалым. Впадает в Казанку по правому берегу у деревни Четыре Двора (128 км от устья).
Высота истока — 180 м над уровнем моря. Уклон реки — 5,7 м/км.
Сток зарегулирован. В низовьях реку пересекает автодорога Казань — Арск — Малмыж.

## Гидрография
Река со значительным преобладанием снегового питания, в жаркое время в верховьях пересыхает. Замерзает в середине ноября, половодье в начале апреля. Средний расход воды в межень у устья — 0,045 м³/с.
Лесистость территории водосбора 5 %. Годовой сток в бассейне 145 мм, из них 120 мм приходится на весеннее половодье. Общая минерализация от 100 мг/л в половодье до 1000 мг/л в межень.

## Данные водного реестра
По данным государственного водного реестра России относится к Нижневолжскому бассейновому округу, водохозяйственный участок реки — Волжский участок Куйбышевского водохранилища от города Казань до посёлка городского типа Камское Устье. Речной бассейн реки — Волга от верховий Куйбышевского водохранилища до впадения в Каспийское море.
Код водного объекта в государственном водном реестре — 11010000112112100003199.